# Lliga swazi de futbol
La lliga swazi de futbol (oficialment per patrocini Swazi MTN Premier League) és la màxima competició futbolística de Swazilàndia. Fou creada l'any 1976.

## Clubs participants temporada 2020/21
- Black Swallows
- Denver Sundowns
- Green Mamba
- Malanti Chiefs
- Manzini Sea Birds
- Manzini Wanderers
- Mbabane Highlanders
- Mhlume Peacemakers
- Mbabane Swallows
- Milling Hotspurs
- Moneni Pirates
- Royal Leopards
- Tambankulu Callies
- Tambuti
- Tinyosi
- Young Buffaloes

## Historial
Font:
- 1971:  Milling Hotspurs (1)
- 1972:  Milling Hotspurs (2)
- 1973: desconegut
- 1974:  Mbabane Highlanders (1)
- 1976:  Mbabane Highlanders (2)
- 1977:  Juventus Kvaluseni (1)
- 1980:  Mbabane Highlanders (3)
- 1981:  Mhlume Peacemakers (1)
- 1982:  Mbabane Highlanders (4)
- 1983:  Manzini Wanderers (1)
- 1984:  Mbabane Highlanders (5)
- 1985:  Manzini Wanderers (2)
- 1986:  Mbabane Highlanders (6)
- 1987:  Manzini Wanderers (3)
- 1988:  Mbabane Highlanders (7)
- 1989:  Denver Sundowns (1)
- 1990:  Denver Sundowns (2)
- 1991:  Mbabane Highlanders (8)
- 1992:  Mbabane Highlanders (9)
- 1993:  Mbabane Swallows (1)
- 1994:  Eleven Men in Flight (1)
- 1995:  Mbabane Highlanders (10)
- 1996:  Eleven Men in Flight (2)
- 1997:  Mbabane Highlanders (11)
- 1998: canvi de dates del campionat
- 1998-99:  Manzini Wanderers (4)
- 1999-00:  Mbabane Highlanders (12)
- 2000-01:  Mbabane Highlanders (13)
- 2001-02:  Manzini Wanderers (5)
- 2002-03:  Manzini Wanderers (6)
- 2003-04:  Mhlambanyatsi Rovers (1)
- 2004-05:  Mbabane Swallows (2)
- 2005-06:  Royal Leopards (1)
- 2006-07:  Royal Leopards (2)
- 2007-08:  Royal Leopards (3)
- 2008-09:  Mbabane Swallows (3)
- 2009-10:  Young Buffaloes (1)
- 2010-11:  Green Mamba (1)
- 2011-12:  Mbabane Swallows (4)
- 2012-13:  Mbabane Swallows (5)
- 2013-14:  Royal Leopards (4)
- 2014-15:  Royal Leopards (5)
- 2015-16:  Royal Leopards (6)
- 2016-17:  Mbabane Swallows (6)
- 2017-18:  Mbabane Swallows (7)
- 2018-19:  Green Mamba (2)
- 2019-20:  Young Buffaloes (2)
- 2020-21:  Royal Leopards (7)
- 2021-22:  Royal Leopards (8)
- 2022-23:  Green Mamba (3)[2]